# Sultanat Rum
Sultanat Rum (turško Rum Selçuklu Devleti ali Anadolu Selçuklu Devleti ali Türkiye Selçuklu Devleti ali Konya Selçuklu Devleti) je bil nadaljevanje Velikega seldžuškega cesarstva v Anatoliji. Prestolnica sultanata je bil najprej İznik (Nikeja) in za njim Konya. Sultanov dvor je bil zelo mobilen, zato so bile začasne prestolnice tudi druga mesta, na primer Kayseri in Sivas. Sultanat se je na svojem višku raztezal od Antalye in Alanye na sredozemski obali do Sinopa na obali Črnega morja, na vzhodu do jezera Van in na zahodu do Denizlija v zaledju Egejskega morja. 
Izraz Rum izhaja iz arabskega imena Rimskega oziroma Bizantinskega cesarstva. Seldžuki so svoj sultanat imenovali Rum, ker je nastal na ozemlju, ki so ga muslimanske vojske dolgo časa imele za rimsko oziroma bizantinsko.
Sultanat je dosegel svoj višek v poznem 12. in zgodnjem 13. stoletju, ko so Seldžuki osvojili ključna bizantinska pristaniška mesta na sredozemski in črnomorski obali. V Anatoliji so z zgraditvijo mreže karavanaserajev pospeševali trgovanje z dobrinami od Irana in Srednje Azije do črnomorskih in sredozemskih pristanišč. Posebno tesne trgovske stike so imeli z Genovsko republiko, ki ae je začela razvijati v tistem času. Vedno bolj bogati sultanat je na vzhodu absorbiral druge turške države, ki so nastale po bitki pri Manzikertu leta 1071: Danišmende, Mengučekide, Saltukide in Ortokide. Seldžuški sultani so se uspešno upirali križarjem, ne pa tudi napreduječim Mongolom in leta 1243 so postali njihovi vazali. Država je kljub prizadevanjem, da se ohrani celovitost države, začela v drugi polovici 13. stoletja razpadati in je v prvem desetletju 14. stoletja popolnoma izginila. 
V zadnjih desetletjih obstoja je na ozemlju sultanata nastalo mnogo majhnih kneževin – bejlukov. Med njimi je začel prevladovati bejluk Osmana I., iz katerega se je kasneje razvilo Osmansko cesarstvo.

## Ustanovitev
V 1070. letih je prišel v zahodni Anatoliji na oblast seldžuški vojskovodja Sulejman bin Kutalmiš, daljni sorodnik Malik Šaha I. in bivši kandidat za prestol Velikega seldžuškega cesarstva. Leta 1075 je osvojil bizantinski mesti Nikeja (İznik) in Nikomedija (İzmit) in se dve leti kasneje razglasil za sultana neodvisne seldžuške države z glavnim mestom İznik.
Seldžuški vladar Sirije Tutuš I. je leta 1086 v Antiohiji Sulejmana ubil, njegovega sina Kilič Arslana pa ujel in zaprl. Ko so Kilič Arslana po Malik Šahovi smrti leta 1092 osvobodili, je takoj zatem prevzel oblast na očetovih ozemljih. V prvi križarski vojni so ga križarji porazili in ga potisnili v južno osrednjo Anatolijo, kjer je ustanovil svojo državo z glavnim mestom Konya (Ikonium). Leta 1107 je začel prodirati proti vzhodu. Osvojil je Mosul in še istega leta umrl v spopadu z Malik Šahovim sinom Mehmedom Taparjem.
Drug rumski Seldžuk, Melikšah, ki se ga ne sme zamenjati s sultanom Velikega seldžuškega sultanata z enakim imenom, je medtem osvojil Konyo in v njej vladal do leta 1116, ko ga je s pomočjo Danišmendov pregnal Kilič Arslanov sin Mesud I.. Pred Mesudovo smrtjo leta 1156 je sultanat obvladoval skoraj celo osrednjo Anatolijo. Mesudov sin Kilič Arslan II. je od zadnjega Danišmenda osvojil še preostalo ozemlje okrog Sivasa in Malatye. Leta 1176 je v bitki pri Miriokefalonu porazil še bizantinsko vojsko pod poveljstvom Manuela I. Komnena in zaustavil bizantinski pritisk na osrednjo Anatolijo. V tretji križarski vojni so nemški križarji porazili Seldžuke in leta 1190 za nekaj časa zasedli Konyo, vendar so si Seldžuki kmalu opomogli in ponovno utrdili svojo moč.
Po smrti zadnjega sultana Velikega seldžuškega cesarstva Toğrula III. leta 1194 so rumski Seldžuki ostali edini vladajoči predstavniki dinastije. Najmlajši sin Kilič Arslana II. Kejhusrev I. je leta 1205 ponovno osvojil Konyo, ki so jo zasedli križarji. Med njegovim vladanjem in vladanjem njegovih dveh naslednikov Keykavusa I. in Kejkubada I. je seldžuška moč v Anatoliji dosegla svoj višek. Kejhusrevov najpomembnejši dosežek je bil osvojitev sredozemskega pristaniškega mesta Antalya leta 1207. Njegov sin Kejkavus I. je odvojil Sinop na črnomorski obali in Trabzonsko cesarstvo je leta 1214 postalo njegov vazal. Podjarmil je tudi armensko Kilikijsko kraljestvo, Alep pa je moral leta 1218 prepustiti al-Kamilu. Kejkubad je v letih 1221 do 1225 nadaljeval z osvajanji ozemelj ob sredozemski obali in v 1220. letih je poslal vojaško odpravo preko Črnega morja na Krim. Na vzhodu je porazil Mengučeke in začel pritiskati na Ortokide.

## Propad
Kejhusrev II. (1237-1246) je svoje vladanje začel z osvajanjem ozemelj okrog Diyarbakırja ob zgornjem toku Evfrata. Leta 1239 je moral osvajanja prekiniti, ker se je začela vstaja anatolskih Turkmenov pod vodstvom priljubljenega pridigarja Baba İshaka. Po treh letih je vstajo končno zatrl, vendar je medtem izgubil oporišče na Krimu, država in vojska pa sta oslabeli. V tem kritičnem obdobju se je moral soočiti s še večjo nevarnostjo, ker so začeli z vzhoda v državo vdirati Mongoli. Mongolska vojska je leta 1242 osvojila  Erzurum, leta 1243 pa ga je v bitki pri Köse Dağu, gori med Sivasom in Erzincanom, odločilno porazil mongolski vojskovodja Bajdžu. Po porazu so morali Seldžuki Mongolom priseči zvestobo in so postopoma postali njihovi vazali. Sultan je po bitki pobegnil v Antalyo, kjer je leta 1246 umrl. Po njegovi smrti se je začelo obdobje tripartitne in zatem dualistične oblasti, ki je trajalo do leta 1260.
Seldžuški sultanat so si po Kejhusrevovo smrti razdelili njegovi trije sinovi. Najstarejši sin Kejkavus II. (1246-1260) je vladal ozemlju zahodno od reke Kızılırmak, mlajša brata Kilič Arslan IV. (1248-1265) in Kejkubad II. (1249-1257) pa pod mongolsko upravo vzhodno od reke Kızılırmak. Oktobra 1256 je Bajdžu v bitki pri Aksarayu porazil Kejkavusa II. in cela Anatolija je uradno pripadla Mongke Kanu. Leta 1260 je Kejkavus II. pobegnil iz Konye na Krim, kjer je leta 1279 umrl. Kilič Arslana IV. so leta 1265 usmrtili. Nazivni vladar cele Anatolije je postal Kejhusrev III. (1265-1284), čeprav je bila oblast v resnici v rokah Mongolov ali njihovih vplivnih regentov. 
Seldžuška država je začela razpadati na manjše emirate – bejluke, ki so se vedno bolj osamosvajali od mongolske in seldžuške oblasti. Leta 1277 je mameluški sultan Bajbar na poziv iz Anatolije napadel in porazil Mongole in za nekaj časa sam prevzel oblast v seldžuškem sultanatu. Ker domači oblastniki, ki so ga poklicali v Anatolijo, niso bili pripravljeni braniti svoje države, se je vrnil v Egipt. V sultanatu so zatem s še tršo roko ponovno zavladali Mongoli.
Kejhusrev III. je proti koncu svojega vladanja vladal samo še na majhnem ozemlju okoli Konye. Njegovo vrhovno oblast je priznavalo samo še nekaj bejlukov, na začetku tudi Osmanov, in seldžuških guvernerjev. Sultani so sami sebe še vedno imenovali Fahreddin - Ponos islama. Ko so Kejhusreva III. leta 1284 usmrtili, je seldžuška država doživljala nove udarce zaradi notranjih sporov. Spori so trajali do leta 1303, ko se je v Kayseriju za sultana razglasil Kejkavusov sin Mesud II.. Mesuda so leta 1307 ubili, kmalu za njim pa še njegovega sina Mesuda III. Za emirja Konye se je takoj razglasil nek daljnji sorodnik seldžuške dinastije, katerega so leta 1328 porazili Karamanidi in zasedli njegovo ozemlje.
Monetarna vplivna sfera sultanata je trajala še nekaj časa, ker so imeli denar iz seldžuške kovnice za trdno valuto. Njihovi kovanci so bili v obtoku še celo 14. stoletje in so jih uporabljali tudi Osmanskem cesarstvu.

## Umetnost in arhitektura
V 12. in 13. stoletju, obdobju med križarskimi vojnami in invazijo Mongolov, so v Anatoliji nastala izjemna dela s področja arhitekture in dekorativne umetnosti. Med arhitekturnimi stvaritvami so najbolj značilni in najbolj izstopajo karavanaseraji oziroma hani, ki so bili trgovske postaje in utrdbe za karavane. V seldžuškem obdobju so v Anatoliji zgradili kakšnih sto karavanaserajev. 
Največji karavanaseraj je leta 1229 zgrajeni Sultan Han na cesti med Konyo in Aksarayem, ki meri 3.900 kvadratnih metrov. Iz njega se je kasneje razvilo mesto Sultanhani. Enako ime ima tudi han med mestoma Kayseri in Sivas. Drugod po Turčiji se je iz hanov razvilo in se po njih imenuje še pet mest: Alakahan v Kangalu, Durağan, Hekimhan, Kadınhanı, in mestna četrt Akkale/Akhan v mestu Denizli.
Nekaj posebnega je karavanaseraj v Hekimhanu, ki ima poleg običajnega napisa v arabščini tudi napisa v armenščini in sirščini. Karavanaseraj je namreč zgradil zdravnik (hekim) Keykubada I., za katerega pravijo, da je bil po poreklu kristjan, ki je prešel v islam. 
Druga znamenitost je naselje Kalehisar v bližini starodavnega hetitskega mesta pri Alaci. Naselje je osnoval seldžuški poveljnik Husameddin Temurlu, ki je po porazu v bitki pri Köse Dağu iskal zatočišče. Naselje sestavljajo trdnjava, verska šola (medresa), stanovanjska četrt in karavanaseraj. Naselje so v 16. stoletju očitno zapustili. V šestdesetih letih dvajsetega stoletja je naselje, razen karavanaseraja, raziskal zgodovinar in arheolog Oktay Aslanapa. Med raziskavami je odkril številne pisne dokumente, ki potrjujejo obstoj živahnega naselja. Pomemben je sultanov ukaz (ferman) iz leta 1463 z navodili ravnatelju medrese, naj ne prenočuje v šoli, pač pa v karavanaseraju.

## Dinastija
Imena sultanov so možica različnih pisnih oblik in izgovarjav istega imena, odvisno od preferenc različnih virov, točnosti prepisov dokumentov iz različnih arabskih pisav, ki so nastale pod perzijskim vplivom in so jih uporabljali različni sultani in prevajanja v sodobno turško fonologijo in ortografijo. Nekateri sultani so imeli dve imeni, ki so jih uporabljali izmenično po lastni presoji. Značilen primer je sultan Alaedin Keykubad I., ki je zgradil dve palači: ena od njih se po njem imenuje Kubadabad, druga pa Keykubadiye. Mošeja v Konyi se po njem imenuje Alaeddinova mošeja, pristaniško mesto Alanya, ki ga je osvojil, pa "Alaiye". Podobno je z medreso, ki jo je zgradil Gıyaseddin Keyhüsrev I. v Kayseri v kompleksu (külliye), posvečenemu sestri Gevher Nesibe. Imenovala se je Gıyasiye. Druga medresa, ki jo je zgradil Izzeddin Keykavus I. v Sivasu, se imenuje Izzediye.
| Sultan                | Čas vladanja | Pripombe                                                                                          |
| Kutalmiš              | 1060-1077    | Alp Arslanov tekmec za prestol Velikega Seldžuškega sultanata                                     |
| Sulejman ibn Kutalmiš | 1077-1086    | Ustanovitelj Anatolskega Seldžuškega sultanata z glavnim mestim Iznik                             |
| Ebul Kasim            | 1086-1092    |                                                                                                   |
| Kilič Arslan I.       | 1092-1107    | Prvi sultan, ki je vladal v Konyi                                                                 |
| Malik Šah I.          | 1107-1116    |                                                                                                   |
| Mesud I.              | 1116-1156    |                                                                                                   |
| Kilič Arslan II.      | 1156-1192    |                                                                                                   |
| Kejhusrev I.          | 1192-1196    | Prvič                                                                                             |
| Sulejman II.          | 1196-1204    |                                                                                                   |
| Kilič Arslan III.     | 1204-1205    |                                                                                                   |
| Kejhusrev I.          | 1205-1211    | Drugič                                                                                            |
| Kejkavus I.           | 1211-1220    |                                                                                                   |
| Kejkubad I.           | 1220-1237    |                                                                                                   |
| Kejhusrev II.         | 1237-1246    | Po njegovi smrti se je sultanat razcepil, dokler ni leta 1260 Kilič Arslan IV. ostal edini vladar |
| Kejkavus II.          | 1246-1260    |                                                                                                   |
| Kilič Arslan IV.      | 1248-1265    |                                                                                                   |
| Kejhusrev III.        | 1265-1282    |                                                                                                   |
| Mesud II.             | 1282-1284    | Prvič                                                                                             |
| Kejkubad III.         | 1284         | Prvič                                                                                             |
| Mesud II.             | 1284-1293    | Drugič                                                                                            |
| Kejkubad III.         | 1293 - 1294  | Drugič                                                                                            |
| Mesud II.             | 1294-1301    | Tretjič                                                                                           |
| Kejkubad III.         | 1301 - 1303  | Tretjič                                                                                           |
| Mesud II.             | 1303-1307    | Četrtič; razpad države                                                                            |